# 제57회 프라임타임 에미상
제57회 프라임타임 에미상은 2005년 9월 18일에 열린 시상식이다.

## 수상 및 후보

### TV 드라마-남우주연상
- 보스톤 리걸 - 제임스 스페이더 수상

### TV 드라마-여우주연상
- 미디엄 - 패트리샤 아퀘트 수상

### TV 코미디-남우주연상
- 탐정 몽크 - 토니 샬호브 수상

### TV 코미디-여우주연상
- 위기의 주부들 - 펠리시티 허프만 수상

### TV 미니시리즈,영화-남우주연상
- 피터 셀러스의 삶과 죽음 - 제프리 러쉬 수상

### TV 미니시리즈,영화-여우주연상
- 래커워너 블루스 - S. 에파사 메커슨 수상

### TV 드라마-남우조연상
- 보스톤 리걸 - 윌리암 샤트너 수상

### TV 드라마-여우조연상
- 허프 - 블리드 대너 수상

### TV 코미디-남우조연상
- 내 사랑 레이몬드 - 브래드 거렛 수상

### TV 코미디-여우조연상
- 내 사랑 레이몬드 - 도리스 로버츠 수상

### TV 미니시리즈,영화-남우조연상
- 엠파이어 폴스 - 폴 뉴먼 수상

### TV 미니시리즈,영화-여우조연상
- 웜 스프링스 - 제인 알렉산더 수상

### TV 드라마-감독상
- 로스트 - J.J. 에이브럼스 수상

### TV 드라마-각본상
- 하우스 M.D. - 데이비드 쇼어 수상

### TV 코미디-감독상
- 위기의 주부들 - 찰스 맥더갤 수상

### TV 코미디-각본상
- MITCHELL HURWITZ 수상

### TV 미니시리즈,영화-감독상
- 피터 셀러스의 삶과 죽음 - 스티븐 홉킨스 수상

### TV 미니시리즈,영화-각본상
- 피터 셀러스의 삶과 죽음 - 크리스토퍼 마커스 외 수상

### TV 버라이어티,음악,코미디-감독상
- BUCKY GUNTS 수상

### TV 버라이어티,음악,코미디-각본상
- DAVID JAVERBAUM 외 수상

### TV 드라마-최우수작품상
- 로스트 - J.J. 에이브럼스 수상

### TV 코미디-최우수작품상
- 내 사랑 레이몬드 - 레이 로마노 외 수상

### TV 미니시리즈-최우수작품상
- THE LOST PRINCE - Peter Fincham 수상

### TV 영화-최우수작품상
- 웜 스프링스 - 마크 고든 수상

### TV 버라이어티,음악,코미디-최우수작품상
- 존 스튜어트 외 수상

### TV 리얼리티 경쟁-최우수작품상
- 제리 브룩하이머 외 수상

### TV 버라이어티,음악-최우수작품상
- 휴 잭맨 수상